# Jacopo Torriti

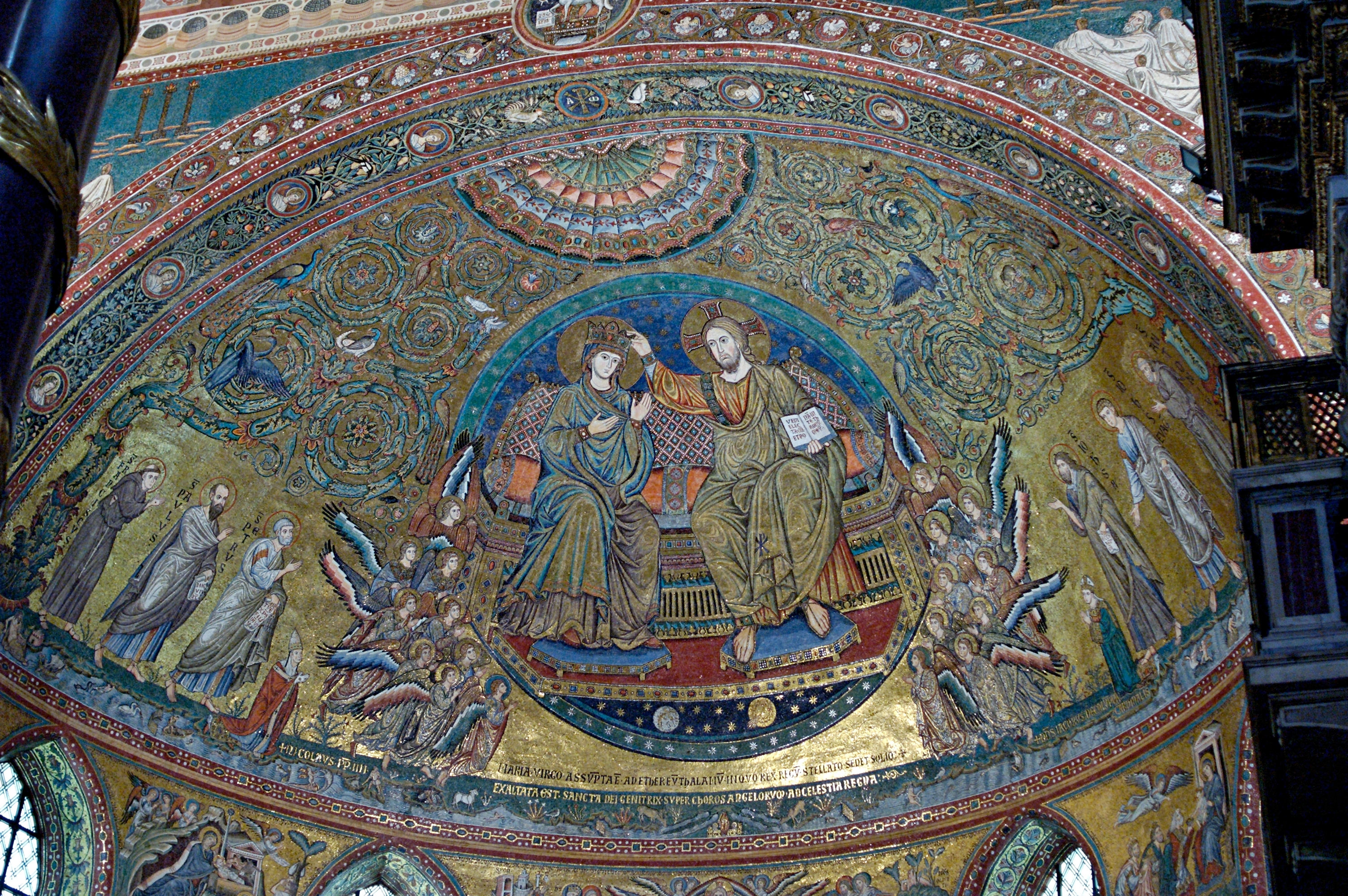
Mosaico de la Coronación de la Virgen, en Santa María la Mayor, Roma, obra de Jacopo Torriti.

Jacopo Torriti fue un pintor y mosaísta italiano que vivió en el siglo XIII. Se le adscribe al estilo italo-gótico, dentro de la pintura gótica anterior al siglo XV.
No quedan documentos escritos sobre su vida. En 1291 firmó mosaicos del ábside en la basílica de San Juan de Letrán en Roma, que fueron casi rehechos por completo en 1878. Los mosaicos del ábside de Santa María la Mayor los ejecutó en 1295. Representan la Coronación de María por Cristo en un medallón. El medallón está rodeado con un ornamento con flores, animales y pájaros. En la banda inferior del mosaico se pueden ver las figuras de san Pedro, san Pablo y el papa Nicolás IV (lado izquierdo), y san Juan Bautista, Santiago el Mayor, San Antonio y Jacopo Colonna (lado derecho). Las paredes está decoradas con escenas de la vida de María. El ábside de Santa María la Mayor es el ejemplo más importante que queda del arte del mosaico romano en la Baja Edad Media.
Torriti probablemente participó en la ejecución de algunos frescos en la iglesia superior de la Basílica de San Francisco de Asís y frescos en la Abadía de Tre Fontane cerca de Roma.